# Leszek Engelking
Leszek Maria Engelking (2. února 1955 Chorzów – 22. října 2022) byl polský básník, prozaik, překladatel, literární vědec a kritik.

## Životopisné údaje
Dětství prožil v Horním Slezsku. Obecnou školu navštěvoval ve svém rodišti. Vystudoval polonistiku na Varšavské univerzitě. Studia ukončil diplomovou prací v oboru filmové vědy (1979). V roce 2002 na Lodžské univerzitě obhájil doktorát (disertace Každodennost a mýtus. Poetika, dějiny a programy Skupiny 42 na pozadí avantgardy a postavantgardy 20. století) a získal titul doktora humanitních věd. Habilitoval v roce 2013. Jedenáct let (1984–1995) pracoval v redakci měsíčníku Literatura na Świecie, protějšku české Světové literatury. V letech 1997–1998 přednášel dějiny české literatury a českého a slovenského filmu na Varšavské univerzitě a dějiny polské poezie na Univerzitě Palackého v Olomouci. Měl přednášky také na Univerzitě Ivana Franka (Lvov, Ukrajina), Prešovské univerzitě (Prešov, Slovensko), Štětínské univerzitě (Štětín, Polsko) a Justus-Liebig-Universität (Giessen, Německo). Od roku 1998 přednáší teorii literatury, vědu o kultuře, srovnávací literaturu, literární teorii a dějiny českého a slovenského filmu na Lodžské univerzitě. Učil také literárnímu překladu na Varšavské univerzitě a Jagellonské univerzitě v Krakově.
Byl členem Obce polských spisovatelů (Stowarzyszenie Pisarzy Polskich, od 1989), Polského Pen klubu (od 2000), Societé Européenne de Culture (od 1994) a Literárního spolku Scriptus (od 1997). Člen mezinárodní rady básnického festivalu Podzim básníků (Litva).
Byl spolupracovníkem amerického časopisu Paideuma, lodžského měsíčníku Tygiel Kultury a členem mezinárodního redakčního kruhu časopisu Slavia.

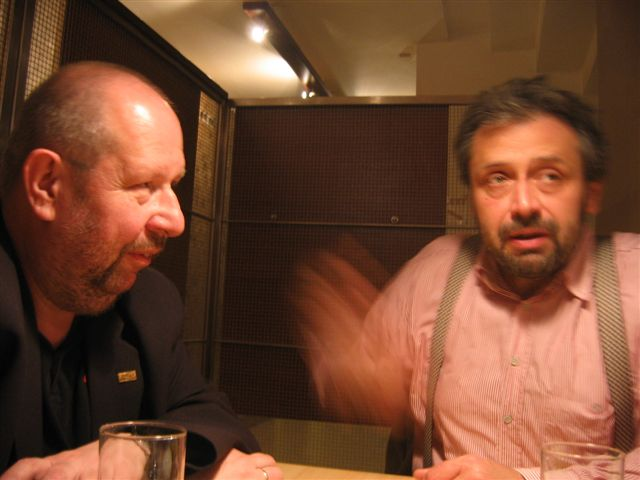
Leszek Engelking a Václav Burian - Varšava, Centrum Łowicka, 20. 5. 2006

## Ocenění
Cena měsíčníku Literatura na Świecie za první knižní překlad (1989), Cena Svazu polských překladatelů a tlumočníků za nejlepší překlad esejistické knihy za rok 1999 (2000), česká Cena Premia Bohemica za popularizaci české literatury v zahraničí (2003), cena měsíčníku Literatura na Świecie za nejlepší překlad prózy (2003), cena měsíčníku Literatura na Świecie za nejlepší překlad poezie (2009), překladatelská cena Polského Pen klubu (2010), cena měsíčníku Literatura na Świecie za překladatelské dílo (2018). Básnická sbírka Muzeum dzieciństwa získala nominaci na Literární cenu Varšavy a na Cenu Orfeus (2012).
Vyznamenán medailí Za zásluhy o polskou kulturu (2006).
Vyznamenán Cenou Gratis agit za zásluhy o dobré jméno České republiky v zahraničí (2022).

## Dílo
Vydal básnické sbírky Autobus do hotelu Cytera (Autobus do hotelu Kythera, Varšava 1979), Haiku własne i cudze (Haiku vlastní a cizí, Krakov 1991), Mistrzyni kaligrafii i inne wiersze (Mistryně kaligrafie a jiné básně, Krakov 1994), Dom piąty (Pátý dům, Krakov 1997), Muzeum dzieciństwa (Muzeum dětství, Poznaň 2011), Komu kibicują umarli? (Komu fandí zesnulí, Poznaň 2013), Suplement (Dodatek, Lodz 2016) a výbor obsahující také nové básně I inne wiersze (A jiné básně, Krakov 2000). Výbor jeho básní vyšel také v dvojjazyčné verzi na Ukrajině (Vid cioho ne vmirayut’ – Od tego się nie umiera [Na to se neumírá], Lviv 1997, vybral a přeložil Viktor Dmytruk, úvod Andrij Otko) a v slovenštině (Zanechala si odtlačky prstov na mojej koži, Bratislava 2005, vybral a přeložil Karol Chmel). Knižka básni mu vyšla španělsky (Museo de la infancia [Muzeum dětství], Zaragoza 2010, přel. Gerardo Beltrán, Xavier Farré, Abel Murcia). Ve Spojených státech vyšli dvě malé edice jeho básní v anglickém překladu (Your Train the Local, přel. Craig Czury, Reading, Pa 2001; Paulina’s House, přel. Craig Czury, Reading. Pa 2002). V roce 2007 vyšla mu sbírka povídek a literárních miniatur Szczęście i inne prozy (Štěstí a jiné prózy, Varšava). Engelking vydal také monografii Vladimir Nabokov (Varšava 1989), svazek esejů o české literatuře Surrealizm, underground, postmodernizm. Szkice o literaturze czeskiej (Surrealismus, underground, postmodernismus: Eseje o české literatuře, Lodž 2001), monografii Codzienność i mit. Poetyka, programy i historia Grupy 42 w kontekstach dwudziestowiecznej awangardy i postawangardy (Każdodennost a mýtus. Poetika, dějiny a programy Skupiny 42 na pozadí avantgardy a postavantgardy 20. století, Lodž 2005), monografii Chwyt metafizyczny. Vladimir Nabokov - estetyka z sankcją wyższej rzeczywistości (Metafyzický postup. Vladimir Nabokov - estetika se sankcí vyšší skutečnosti, Lodž 2011), monografii Bytom w literaturze (Bytom v literatuře, Bytom 2018) a antologie britské a americké poezie Wyspy na jeziorze (Jezerní ostrovy, Krakov 1988) a české poezie Maść przeciw poezji (Mast proti poezii, Vratislav 2008).
Jeho básně byly přeloženy do angličtiny, běloruštiny, češtiny, čínštiny, francouzštiny, hornolužické srbštiny, japonštiny, litevštiny, němčiny, ruštiny, slovenštiny, slovinštiny, srbštiny, španělštiny a ukrajinštiny, povídky do angličtiny, slovenštiny a češtiny.

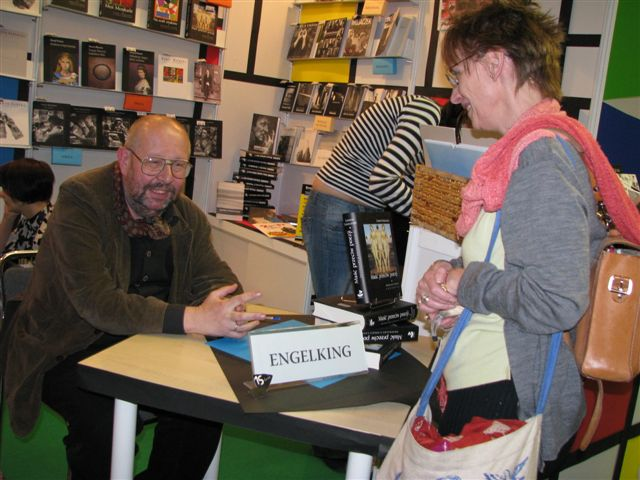
Varšava, 22. 5. 2009

## Překlady
Hojně překládá z angličtiny (mj. Charles Bukowski, Basil Bunting, Richard Caddel, Kerry Shawn Keys, Vladimir Nabokov, Ezra Pound, Christopher Reid, William Carlos Williams, William Butler Yeats), ruštiny (mj. M. Agejev, Marina Cvetajevová, Nikolaj Stěpanovič Gumiljov, Vjačeslav Ivanov, Maksimilian Vološin, Sergej Zavjalov), španělštiny (mj. Sor Juana Inés de la Cruz, Federico García Lorca, Jorge Luis Borges, Gerardo Beltrán, Abel Murcia), ukrajinštiny (mj. Lina Kostenková, Iryna Žylenková), běloruštiny (Andrej Chadanovič), slovenštiny (mj. Pavol Országh Hviezdoslav, Oleg Pastier, Karol Chmel, Ivan Kolenič) a češtiny.
Z češtiny přeložil mj. romány Jáchyma Topola Sestra, Noční práce, Kloktat dehet a Chladnou zemí, jeho hru Cesta do Bugulmy a prózu Supermarket sovětských hrdinů, román Daniely Hodrové Podobojí, román Zdeňka Jirotky Saturnin, soubor esejů Miroslava Holuba Problémy na kosmické lodi, výbor povídek Ladislava Klímy, básně, povídky a román Michala Ajvaze, výbor publicistiky Mileny Jesenské, sbírku básní Jiřího Staňka a výbory básní Petra Mikeše, Ivana Wernische, Ivana Blatného, Oldřicha Wenzla, Miroslava Holuba, Václava Buriana, Egona Bondyho, Jiřího Koláře a Jaroslava Seiferta).

## Publikace v češtině (výbor)
- Jiné básně a jiné básně. Olomouc : Votobia, 1998. Vybrali Václav Burian a Leszek Engelking, přeložili Václav Burian, Petr Mikeš, Iveta Mikešová a Ivan Wernisch, doslov napsal Václav Burian. ISBN 80-7198-336-5. (výbor básní)
- Vladimir Nabokov – podivuhodný podvodník. Olomouc : Votobia, 1997. Přeložila Iveta Mikešová. ISBN 80-7198-258-X.
- Básně, přel. Iveta Mikešová. “Scriptum” 1994. Č. 11.-12.
- Rukopis nalezený ve vlaku [povídka], přel. Václav Burian. „Literární noviny“ 1997. Č. 29. (23. 07.)
- Pohadkový proces; „Přišel jsem na nádraží...”; „«Třída Svobody?» zopakovala otázku...”; Jogging [básně], přel. Václav Burian. „Salón” 2005. Č. 437., příloha deníku „Právo“ (29.09.2005).
- Básně, přel. Václav Burian. „Listy“ 2009. Roč. 39., č. 1., s. 91.-92.
- "Trýznivé město" se nestalo "nebem". Rozhovor z Danielou Hodrovou (duben 1995), [in:] Scriptum. Č. 16. (červen 1995), s. 3.-5.
- Dvěma slovy zachytit nezachytitelnost, [in:] Bolesław Leśmian, Druhá smrt, Olomouc 1995. ISBN 80-7198-028-5.
- Postmoderně nečasový Wernisch, přel. Václav Burian, [in:] Scriptum. Roč. 9. (1999), č. 24. (září), s. 14.
- Proč neexistuje polský Oldřich Wenzl?, [in:] Literární noviny. Roč. 10. (1999), č. 36 (8. 9.), s. 10.
- Podivný zpěv v černém hradu duše, [in:] Tadeusz Miciński, Nedokonaný. Básně v próze, Olomouc 2000.
- Literární krajinomalby duchovní vlasti. Přeložila Jolanta Kaminska, [in:] Mosty. Roč. 10. (2001), č. 28. (10. 7.), s. 13.
- Text jiného a text vlastní (Texty v díle Jiřího Koláře), [in:] Česká literatura na konci tisíciletí. Příspěvky z 2. kongresu světové bohemistiky [Praha 3.–8. července 2000], sv. 2. Praha 2001
- Nový mýtus, staré rituály (O básni Josefa Kainara Stříhali dohola malého chlapečka). Přeložil Jan Linka, [in:] Česká literatura. Roč. 53, č. 3 (2005), s. 361-375.
- Duchovní poezie Petra Mikeše v olomouckém samizdatu, [in:] Víra a výraz. Sborník z konference ...bývalo u mne zotvíráno... Východiska a perspektivy české křesťanské poezie a prózy 20. století, ed. Tomáš Kubíček, Jan Weindl, Brno 2005
- Zplozenci zlýho ducha (Násilí a agrese v tvorbě Jáchyma Topola), přel. Václav Burian, [in:] Agresivita a násilí v jazyce, literatuře, médiích s společnosti. Sborník referatů z konference uspořádané 28. června 2008 Obcí spisovatelů, ed. Pavlina Kubíková, Praha 2008
- Předmluva ke knize Vladimira Nabokova Promluv, paměti, Praha 1998
- Z historie olomouckého samizdatu, časopis Ječmínek, přel. Bára Gregorová, [in:] Plav – měsíčník pro světovou literaturu, 2007, III, č. 2.
- Skupina 42 a potom. S Jiřinou Haukovou hovoří Leszek Engelking, [in:] Scriptum 2000, 9, č. 26
- Doslov, [in:] Vratislav Effenberger, Básně 2, Praha 2007
- Mé bytomské básně. Listy 2009. Roč. 39., č. 1.
- Předmluva, [in:] Antologie české poezie, vybral a uspořádal kolektiv editorů ve složení Simona Martínková-Racková ... et al., sv. 1. Praha 2009. ISBN 978-80-7438-005-1
- Básně, přel. Václav Burian. Protimluv 2014, č. 1/2
- Muzeum dětství a jiné básně, vybral a přeložil Václav Burian, Ostrava : Protimluv 2016, ISBN 978-80-87485-31-6.(výbor básní)
- Komu múza přeje, přel. Václav Burian a další, ed. Radim Kopáč (Karolinum)

## Doporučená literatura
- Libor Martinek: A jiné básně a jiné básně Leszka Engelkinga. Literární noviny. Roč. 10. (1999), č. 19. (12.05), s. 7. (recenze).
- Václav Burian: Úkaz jmenem Engelking. Literární noviny. Roč. 14 (2003), č. 22. (26.05.), s. 11.
- Miroslav Červenka: Skupina 42 v tvořivém souhrnu. Slovo a smysl. Časopis pro mezioborová bohemistická sttudia. Word & Sense. A Journal of Intedisciplinary Theory and Criticism in Czech Studies 2005, II, č. 4., Praha 2005.
- Stanislava Fedrová: Dvakrát o Skupině 42. Česká literatura. Roč. 56. (2008), č. 1, s. 136–141.
- Jiří Trávníček, Miroslav Balaštík: "Novodobá česká kultura je kulturou plebejskou, polská šlechtickou". Rozhovor s polským bohemistou Leszkem Engelkingem, [in:] Host. Roč. 16. (2000), č. 3. (březen), s. 29.-31.
- Václav Burian, Libuše Bělunková: Lepší stereotypy než lhostejnost. Rozhovor s polským překladatelem a básníkem Leszkem Engelkingem. Literární noviny. Roč. 12. (2001), č. 29. (18.07), s. 15.
- Petr Mikeš, Leszek Engelking, in: Když na tebe sáhne smrt... Vzpomínky a portréty, H&H, Jinočany 2015, s. 135-136
- Milena Fucimanová: Město si se mnou hraje na schovku, Tvar. Obtýdeník živé literatury, 2017, č. 15, s.22.